# 네이트 루스
네이트 루스(Nate Ruess, 1982년 2월 26일 ~ )는 미국의 싱어송라이터로, 밴드 펀의 리드 보컬이다.